# Distretto di Kabadüz
Il distretto di Kabadüz (in turco Kabadüz ilçesi) è uno dei distretti della provincia di Ordu, in Turchia.